# Friedhofskreuz (Faleyras)

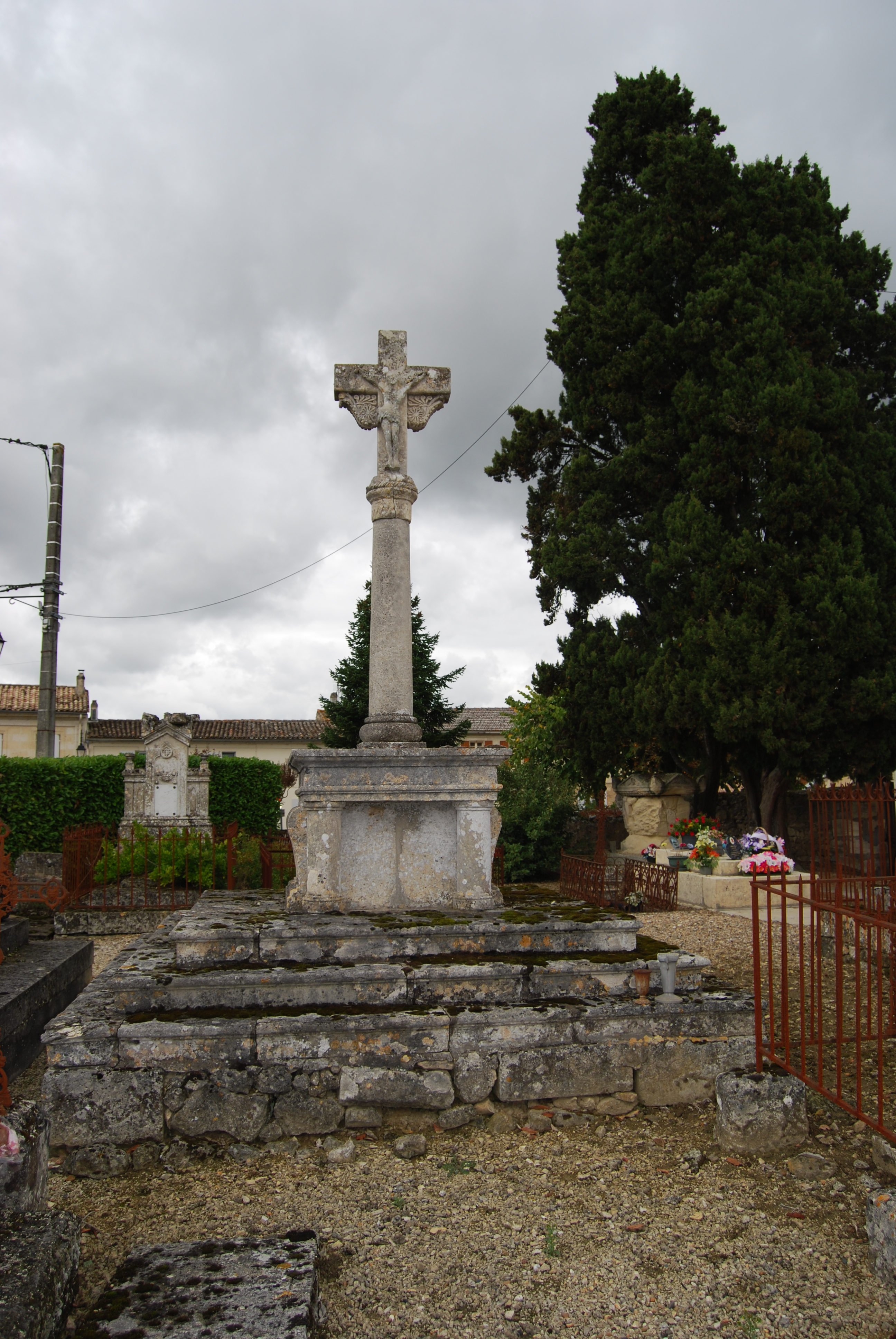
Friedhofskreuz in Faleyras

Das  Friedhofskreuz in Faleyras, einer französischen Gemeinde im Département Gironde in der Region Nouvelle-Aquitaine, wurde im 17. Jahrhundert errichtet. Im Jahr 2001 wurde das Kreuz als Monument historique in die Liste der Baudenkmäler in Frankreich aufgenommen.
Über drei Stufen erreicht man den Sockel, der wie ein Altar mit zwei Säulen geschaffen wurde. Auf der Säule mit Basis und Kapitell steht das Kreuz mit der Darstellung Jesu Christi.